# Neoleptastacus angolensis
Neoleptastacus angolensis is een eenoogkreeftjessoort uit de familie van de Arenopontiidae. De wetenschappelijke naam van de soort is voor het eerst geldig gepubliceerd in 1971 door Kunz.